# Holm Vogel
Holm Vogel (* 7. Dezember 1939 in Meiningen) ist ein deutscher Organist und Kirchenmusiker.

## Leben
Holm Vogel besuchte die Blindenschulen in Weimar und Chemnitz und legte dann an der Blindenschule in Königs Wusterhausen 1958 das Abitur ab. Danach begann er in Leipzig an der Staatlichen Hochschule für Musik – Mendelssohn-Akademie bei Robert Köbler (Orgel), Karl Zieschang (Klavier) und Johannes Weyrauch (Tonsatz) Kirchenmusik zu studieren. Sein A-Examen bestand er mit Auszeichnung. An das Studium schloss sich ein Studienaufenthalt bei dem Bach-Interpreten mit Weltruf Helmut Walcha in Frankfurt am Main an. Sicher deshalb ist für Vogel die Beschäftigung mit der Musik von Johann Sebastian Bach, besonders mit dem Kantatenwerk Bachs, das zentrale Thema geworden.
Von 1968 bis 1986 war Vogel Kirchenmusiker in der Leipziger Andreasgemeinde, dort komponierte er auch eine Ostergeschichte für die Gemeinde. 1987 trat er zusammen mit seiner Frau Christine die Stelle an der Paul-Gerhardt-Kirche an.
Von 2000 bis 2008 betreuten Christine und Holm Vogel die Kirchenmusik der Auferstehungskirche. Mit großem Engagement setzte sich Holm Vogel dort für den Erhalt der ältesten Orgel der Stadt Leipzig, der Schweinefleisch-Mendelssohn-Orgel von 1766, ein. Durch die Gründung des Fördervereins Schweinefleisch-Mendelssohn-Orgel e. V. konnte er etwa 40.000 Euro sammeln. Mit diesen Spenden und weiteren Geldern vom Regierungspräsidium Leipzig und der sächsischen Landeskirche konnte das Instrument am 3. Oktober 2004 wieder festlich eingeweiht werden.
Vogel ist Lehrbeauftragter in den Fächern Orgel und Improvisation an der Musikhochschule in Leipzig (wo er 2000 zum Professor ernannt wurde) und an der Hochschule für Kirchenmusik in Halle (Saale).
Auch als Konzertorganist war und ist Vogel im In- und Ausland (USA, Niederlande, Norwegen) tätig. In seinen Konzerten nehmen die seines ausgeprägten Stilempfindens wegen berühmten Improvisationen einen großen Raum ein.